# Playing the Fool
Playing the Fool – The Official Live – album koncertowy grupy Gentle Giant z 1977 roku. Nagrania dotarły do 89. miejsca listy Billboard 200 w USA.

## Lista utworów
Źródło.
Wszystkie utwory skomponowali Kerry Minnear, Derek Shulman, Ray Shulman.
Płyta 1
1. "Just the Same" – 5:57 (Düsseldorf, 1976-09-23)
2. "Proclamation" – 5:18 (Düsseldorf, 1976-09-23)
3. "On Reflection" – 6:20 (Düsseldorf, 1976-09-23)
4. "Excerpts From Octopus" – 15:39 (Paryż, 1976-10-05)
5. "Funny Ways" – 8:30 (Monachium 1976-09-25)

- Proclamation [CD-ROM Track]

Płyta 2
1. "The Runaway" – 3:56 (Paryż, 1976-10-05)
2. "Experience" – 5:36 (Paryż, 1976-10-05)
3. "So Sincere" – 10:20 (Paryż, 1976-10-05)
4. "Free Hand" – 7:40 (Bruksela, 1976-10-07)
5. "Sweet Georgia Brown (Breakdown In Brussels)" – 1:21 (Bruksela, 1976-10-07)
6. "Peel the Paint / I Lost My Head" – 7:32 (Paryż, 1976-10-05)

## Skład
Źródło.
- Gary Green – gitara, gitara akustyczna, gitara 12-strunowa, flet altowy, flet sopranowy, śpiew, instrumenty perkusyjne
- Kerry Minnear – instrumenty klawiszowe, wiolonczela, wibrafon, flet tenorowy, śpiew, instrumenty perkusyjne
- Derek Shulman – śpiew, saksofon altowy, flet sopranowy, gitara basowa, instrumenty perkusyjne
- Ray Shulman – gitara basowa, skrzypce, gitara akustyczna, flet sopranowy, trąbka, śpiew, instrumenty perkusyjne
- John Weathers – perkusja, wibrafon, tamburyn, śpiew, instrumenty perkusyjne